# Letnisko-Brwinów (gmina)
Letnisko-Brwinów (pod koniec Brwinów; od 1950 miasto Brwinów) – dawna gmina wiejska istniejąca w latach 1927–1949 w woj. warszawskim. Siedzibą władz gminy była wieś Brwinów.
Gminę Letnisko-Brwinów utworzono 1 stycznia 1927 roku w powiecie błońskim w woj. warszawskim z części obszaru gminy Helenów: wsie Brwinów i Brwinów-Kolonja, folwarki Brwinów, Brwinów Ogrody Słowackiego, Zatrudy i Kępina, cegielnia Leonów oraz parcele (wille) Brwinów Willa, Iglica, Brwinów-Ogrody, Marynin, Borki Węgrzynek, Pszczelin, Janówek B.b. Gutulin i Murawinek.
Po wojnie gmina Letnisko-Brwinów zachowała przynależność administracyjną. 12 marca 1948 roku zmieniono nazwę powiatu błońskiego na grodziskomazowiecki.
Jako gmina wiejska jednostka (już pod nazwą gmina Brwinów) przestała istnieć z dniem 1 stycznia 1950 roku po nadaniu jej praw miejskich i przekształceniu w gminę miejską (miasto Brwinów weszło w skład nowo utworzonego powiatu pruszkowskiego z dniem 1 lipca 1952 roku).